# Djelloul Ben Lakhdar
Djelloul Ben Lakhdar (Laghouat, 1856 – Algeri, 19 gennaio 1940) è stato un militare algerino.
Capo della confederazione araba di Laghouat, fu il primo nativo algerino a venire elevato alla dignità di gran croce dell'Ordine della Legion d'onore nel XX secolo, nel 1928, per mano del presidente Gaston Doumergue.

## Biografia
Primogenito dei sei figli di Mohammed Ben Lakhdar, ex ufficiale d'esercito, e di sua moglie, Messaouda bent Yahia, Djelloul era membro di una famiglia della tribù Maamra particolarmente vicina all'amministrazione francese in Algeria. Suo nonno, Mohamed ben Taleb fu assistente personale dei generali Joseph Vantini (detto Youssouf) e Aimable Pélissier nel 1852 e fu assistente dei comandanti Francois Charles du Barail e Jean Auguste Margueritte.
Lakdar intraprese giovanissimo la carriera militare e fu in particolare designato a far parte della scorta d'onore dello zar Nicola II di Russia durante il suo viaggio in Francia nel 1896.
Prese parte alla maggior parte delle operazioni militari condotte dalla Francia nei territori africani, distinguendosi al comando delle colonne di Tadjrouna, Ourgla ed a Mzab, come pure nella battaglia di Ain-Khecheb del 15 giugno 1881.
Nominato capo della tribù Mekhalif Lazreg il 10 febbraio 1891, fu nominato Cavaliere della Legion d'Onore pochi giorni dopo, a seguito della cattura di un capobanda chiamato l'"agha di Larbaa" nel 1913. Alla morte del padre, nel 1914, gli succedette al comando della Confederazione di Larbaa.
Durante la prima guerra mondiale riuscì a convincere molti algerini al suo comando, tra cui diversi suoi parenti stretti, ad arruolarsi per combattere al fianco della Francia, costituendo in particolare un reggimento intero di spahis ausiliari algerini. Per motivare i suoi uomini, si recò personalmente sul fronte delle Fiandre. Nel febbraio del 1915 si recò  in visita ai musulmani feriti dell'ospedale complementare di Val-de-Grâce a Parigi.
Dopo la guerra, si interessò attivamente a tutti i problemi economici emersi nell'ambito delle tribù sottoposte alla sua guida, in particolare a quelli relativi all'allevamento del bestiame, principale mezzo di sussistenza, riuscendo ad ottener ottimi riscontri dal governo coloniale francese.
Durante la guerra del Rif del 1925, Djelloul radunò da solo 2400 goumier a cavallo e, nonostante i suoi 69 anni, prese il comando dei suoi uomini (agli ordini del generale Descoins) e combatté contro i nemici della Francia.

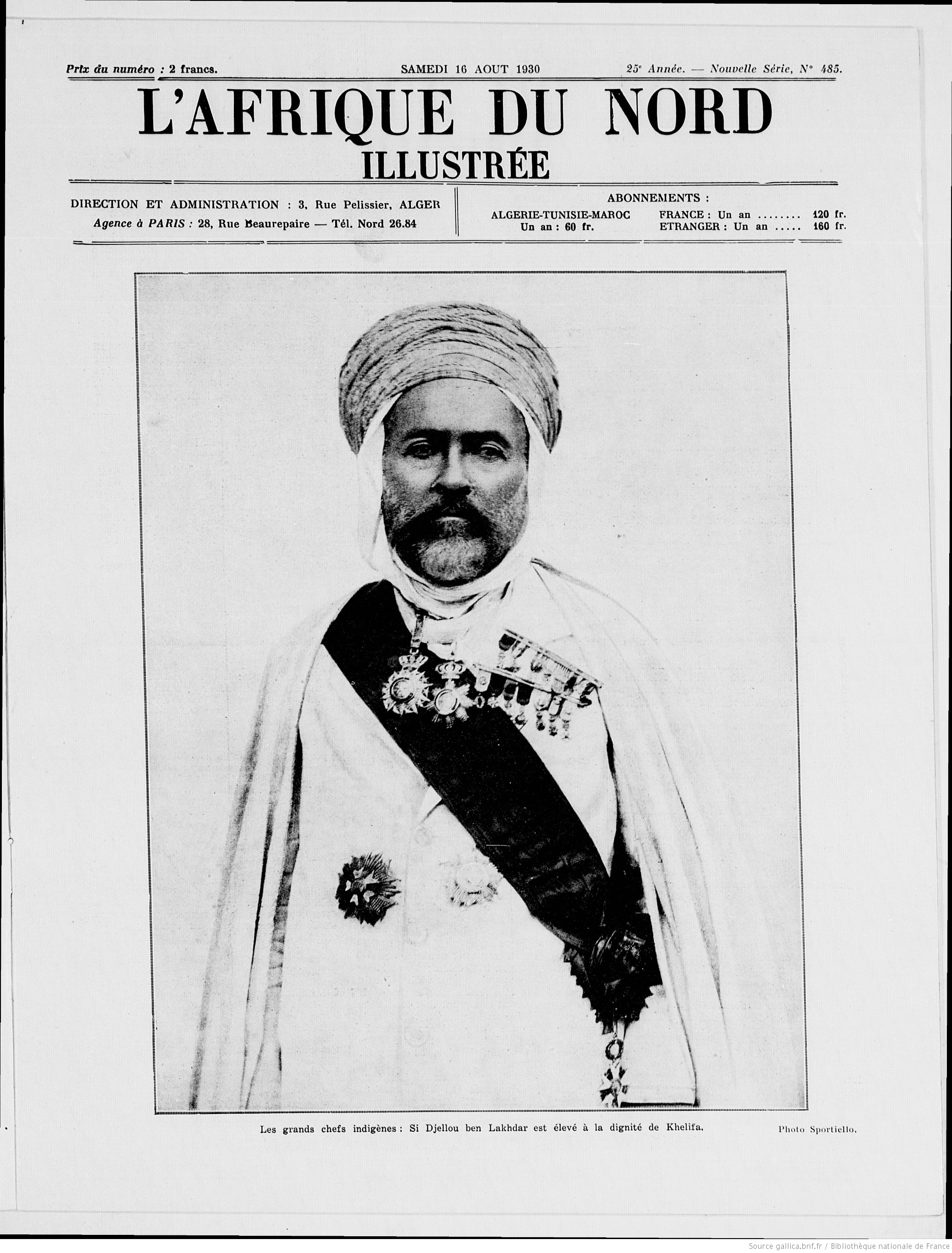
Djelloul Ben Lakhdar sulla copertina de L'Afrique du Nord Illustrée nel 1930

Per i suoi alti meriti, il 14 luglio 1928 a Parigi venne elevato alla dignità di Gran Croce della Legion d'Onore dal presidente Gaston Doumergue e fu il primo algerino del XX secolo a ricevere tale onorificenza in grado così alto.
Durante la visita del Presidente Doumergue in Algeria per il Centenario della conquista dell'Algeria nel maggio 1930, Djelloul presentò al Presidente della Repubblica i principali leader musulmani algerini e, a loro nome, offrì al Presidente il tradizionale cavallo Gada come tributo. Il generale Descoins, che comandò la brigata di cavalleria di Djelloul durante la campagna del Marocco nel 1925, gli rese omaggio in occasione di questo evento dicendo: "Nessuno è più qualificato di lui a simboleggiare l'anima vera dell'Algeria mussulmana. Per gli elevati suoi sentimenti, per la dignità del suo carattere, per la sua innegabile autorità, per la veneranda età e per il suo lungo servizio militare è indiscutibilmente il primo dei mussulmani algerini".
Nel 1930 gli venne riconosciuto il titolo di califfo da Pierre Bordes, governatore generale dell'Algeria francese, ricevendo poco dopo la medaille militaire come coronamento della sua lunga carriera militare al fianco dell'esercito francese. Fu più volte ospite al Palazzo dell'Eliseo. 
Nel settembre del 1939, allo scoppio della seconda guerra mondiale, scrisse a Georges Lebeau, governatore generale dell'Algeria, una lettera nella quale affermava che la Francia poteva ancora contare sulla "fedeltà delle sue tribù pronte a marciare, come nel 1914, contro il nemico comune" e dove esprimeva piena fiducia nella vittoria finale.
Molte personalità politiche francesi e straniere si recarono in visita da lui nella sua proprietà di Milok durante il loro soggiorno in Algeria, come Robert Nivelle (aprile 1919), Alberto I del Belgio e la moglie Elisabetta (settembre 1921), la granduchessa Carlotta del Lussemburgo col marito (agosto 1926).
Morì ad Algeri il 19 gennaio 1940, all'età di 84 anni.